# Tuverbol
Tuverbol is een Belgisch bier. Het wordt gebrouwen door Brouwerij Loterbol te Diest.

## Achtergrond
De naam Tuverbol is een samentrekking van tuveren, dialect voor toveren, en Loterbol, het basisbier voor Tuverbol.
Tuverbol werd voor het eerst geproduceerd in 2006. Toen werden 2000 flessen gemaakt. De volgende jaargangen kunnen steeds een beetje van smaak en alcoholpercentage verschillen.
Op de website van de toeristische dienst van de stad Diest staat Tuverbol vermeld als streekproduct.

## Het bier
Tuverbol is een mengeling van Loterbol Blond en jonge lambiek van Geuzestekerij 3 Fonteinen. Het mengbier heeft een alcoholpercentage van 11%. Het is dus een bier van gemengde gisting: spontane gisting van de geuze en hoge gisting van de Loterbol, met een hergisting in de fles. Dit geeft een hoger alcoholpercentage dan de basisbieren. Tuverbol is verkrijgbaar in flessen van 37,5 cl en houdt nog minstens 5 jaar na de botteldatum.